# Borsuki (sielsowiet Prozoroki)
Borsuki – dawny folwark. Tereny, na których leżał, znajdują się obecnie na Białorusi, w obwodzie witebskim, w rejonie głębockim, w sielsowiecie Prozoroki.

## Historia
W czasach zaborów w powiecie dzisieńskim, w guberni wileńskiej Imperium Rosyjskiego.
W latach 1921–1945 folwark leżał w Polsce, w województwie wileńskim, w powiecie dziśnieńskim, w gminie Czerniewicze, następnie w gminie Prozoroki.
Według Powszechnego Spisu Ludności z 1921 roku zamieszkiwało tu 57 osób, wszystkie było wyznania prawosławnego i zadeklarowały białoruską przynależność narodową. Było tu 11 budynków mieszkalnych. W 1931 w 11 domach zamieszkiwało 57 osób.
Wierni należeli do parafii prawosławnej w Czerniewiczach. Miejscowość podlegała pod Sąd Grodzki w Głębokiem i Okręgowy w Wilnie; właściwy urząd pocztowy mieścił się w Prozorokach.